# Schwelm
Schwelm is een stad in de Duitse deelstaat Noordrijn-Westfalen. Het is de Kreisstadt van de Ennepe-Ruhr Kreis. De stad telt 28.590 inwoners (31 december 2020) op een oppervlakte van 20,50 km². Naburige steden zijn Wuppertal, Ennepetal, Gevelsberg en Sprockhövel.

## Geboren in Schwelm
- Friedrich Christoph Müller (1751-1808), theoloog en cartograaf
- Gustav Heinemann (1899-1976), bondspresident van Duitsland (1969-1974)
- Andreas Sander (1989), alpineskiër

## Afbeeldingen

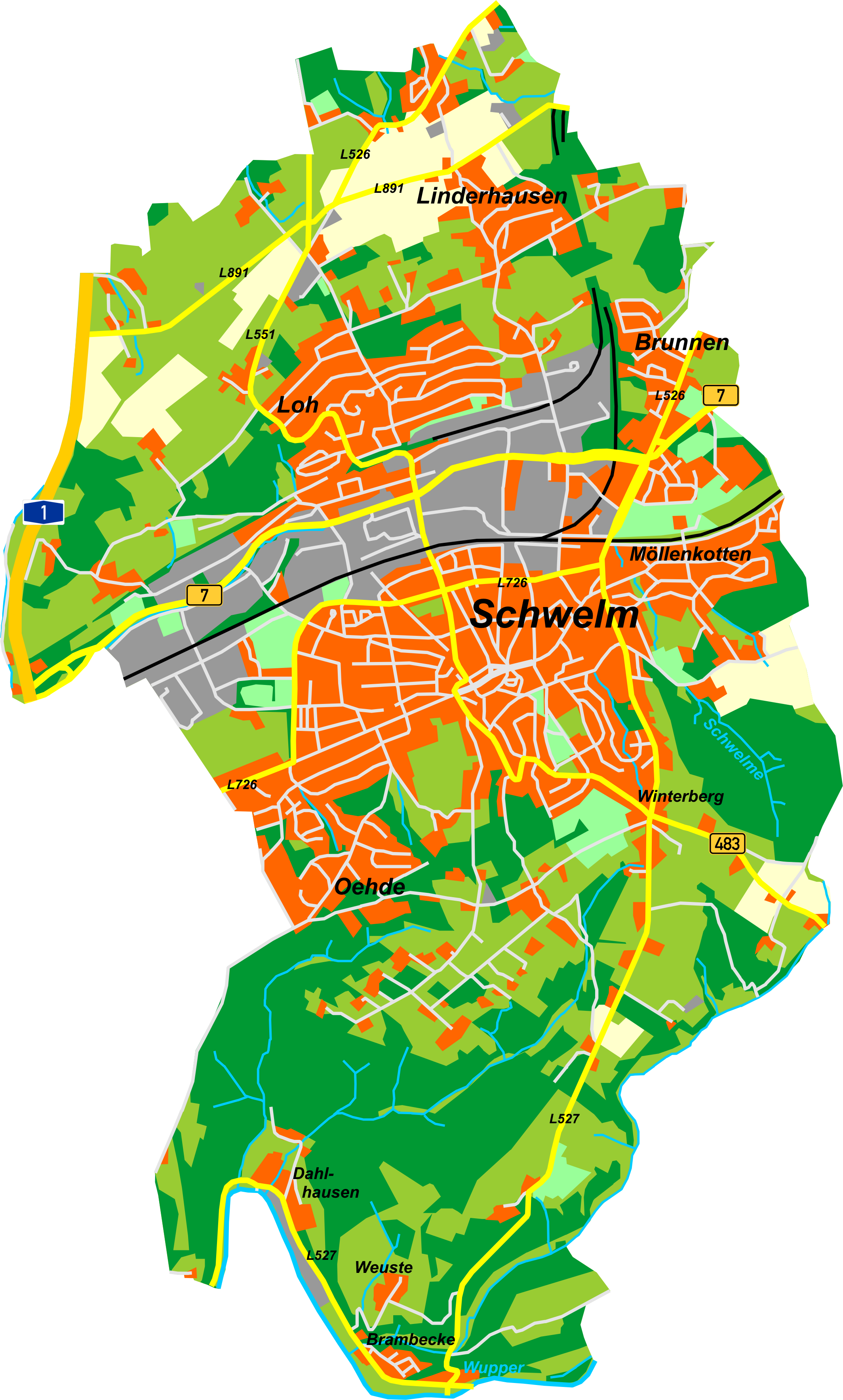
Kaart van Schwelm
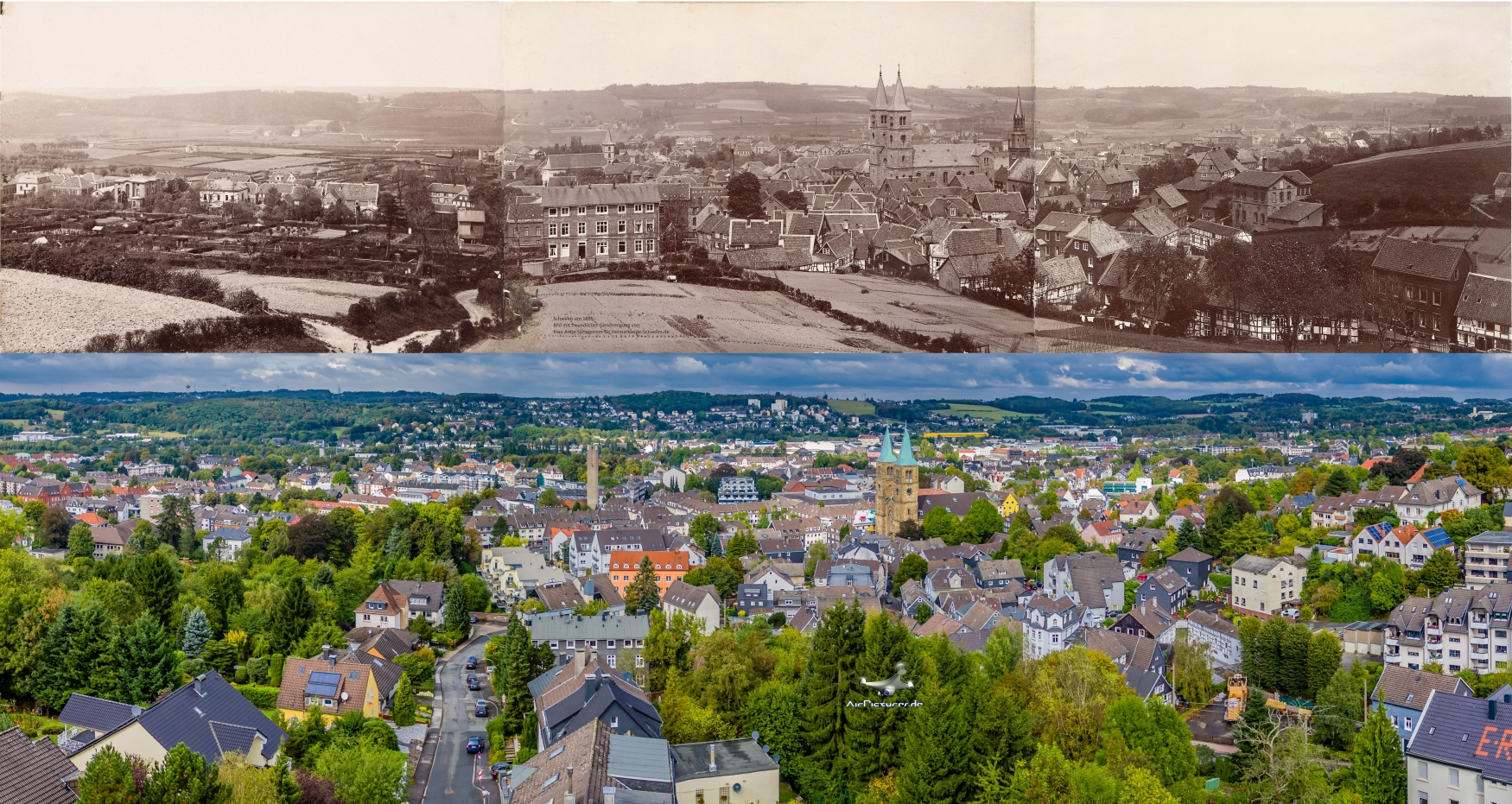
Gezicht op Schwelm, 1985 en 2016
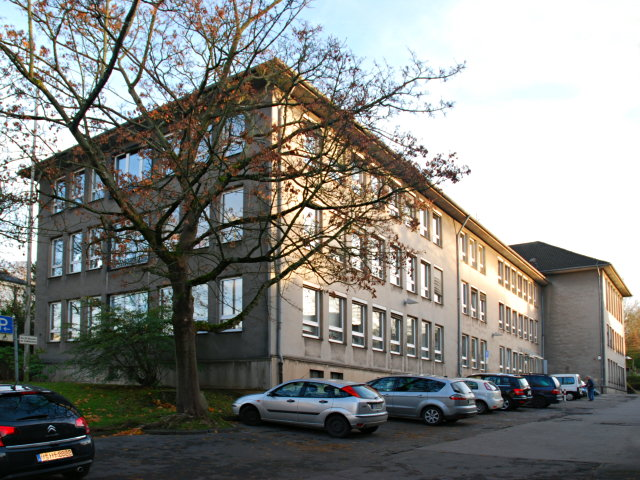
Gemeentehuis
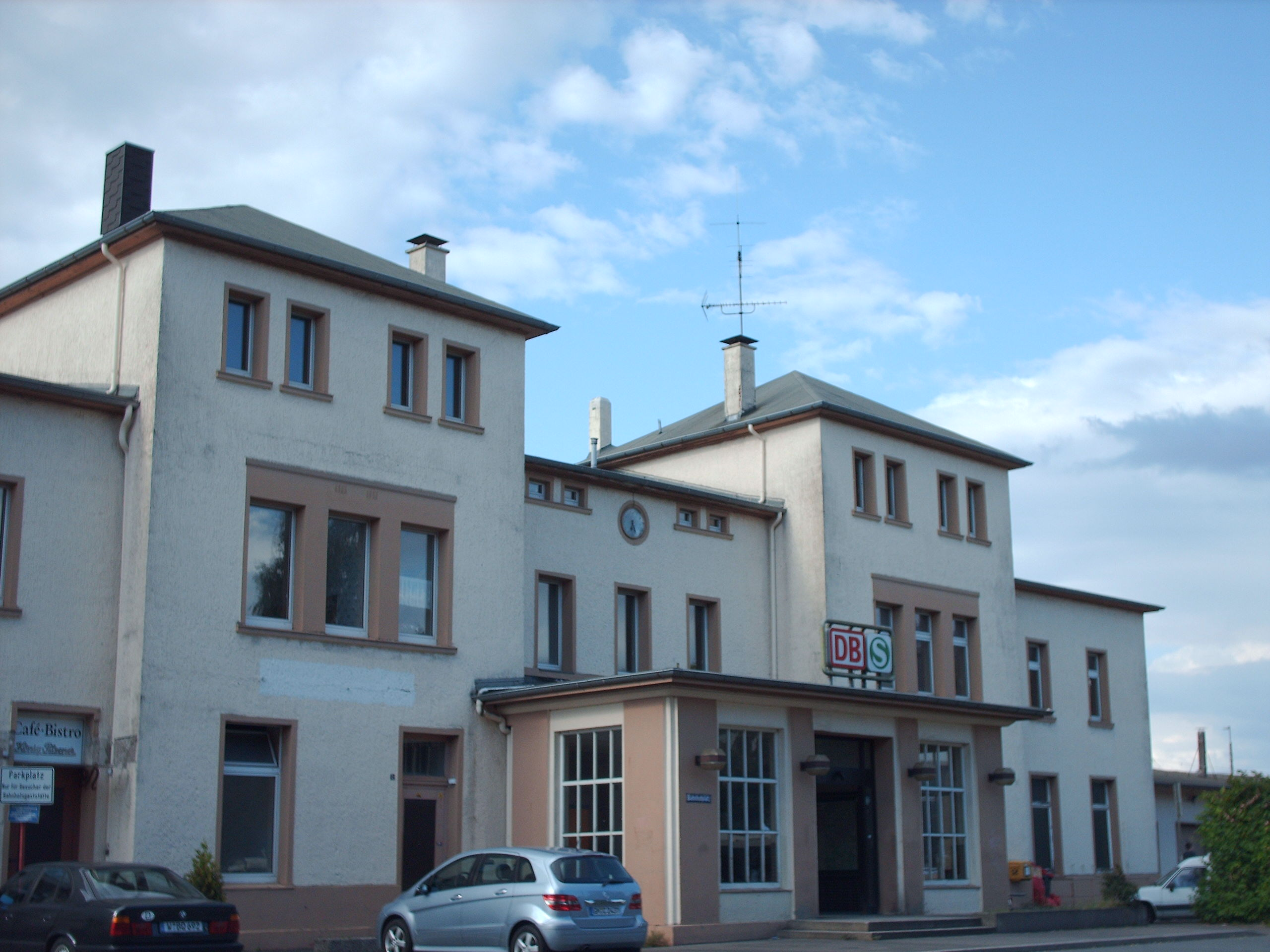
Station Schwelm
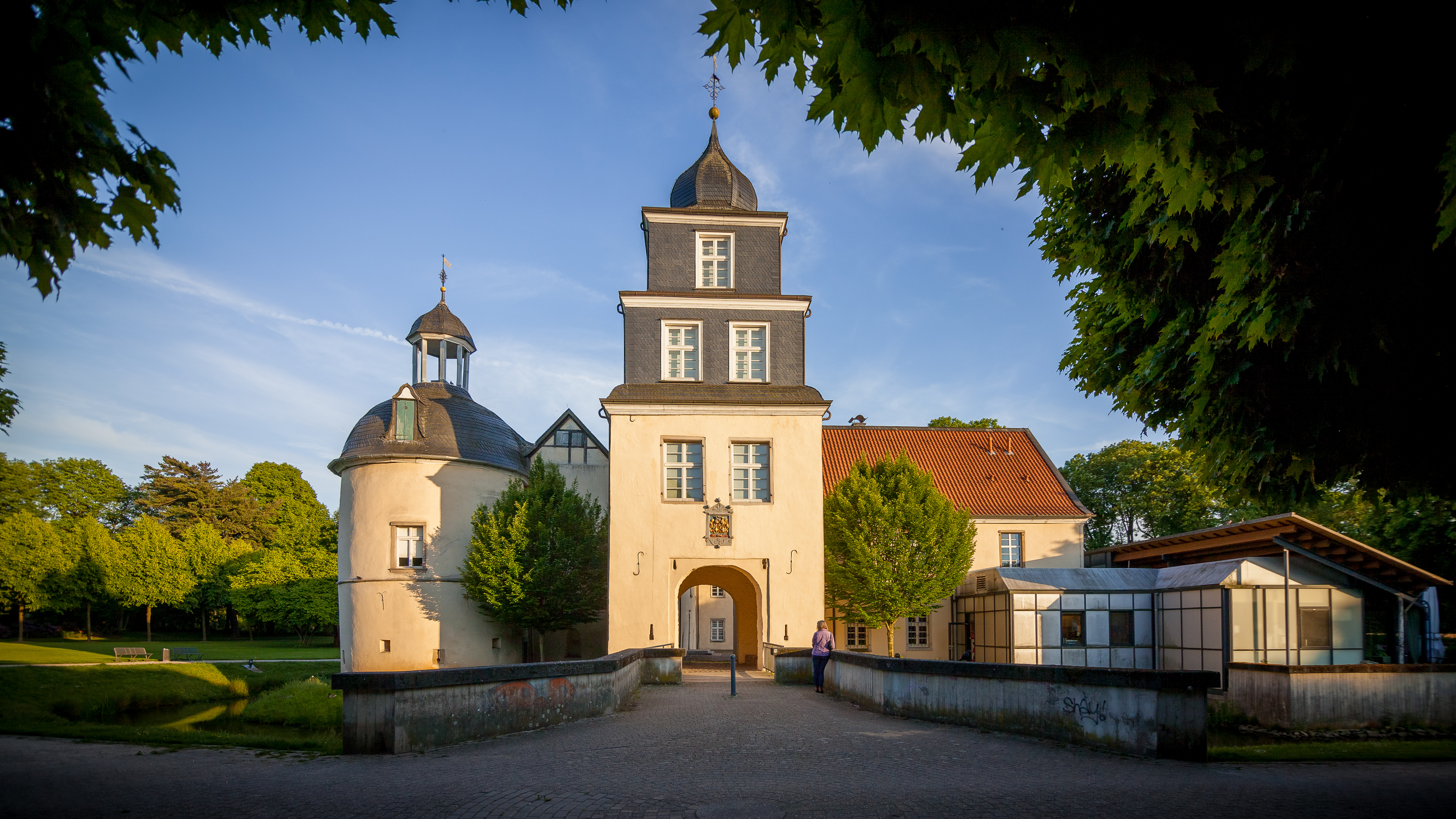
Haus Martfeld

Breckerfeld · Ennepetal · Gevelsberg · Hattingen · Herdecke · Schwelm · Sprockhövel · Wetter · Witten